# Пластов, Николай Аркадьевич
Николай Аркадьевич Пластов (22 января 1930 года, с. Прислониха, Карсунский район, Ульяновская область, РСФСР, СССР — 25 августа 2000 года, Москва, Россия) — советский и российский художник, член-корреспондент Российской академии художеств (1995). Заслуженный художник РСФСР (1979).

## Биография
Родился 22 января 1930 года в селе Прислониха Ульяновской области. Сын советского художника, лауреата Сталинской и Ленинской премии, народного художника СССР Аркадия Александровича Пластова (1893—1972).
В 1953 году — окончил Московский художественный институт имени В. И. Сурикова, у В. Г. Цыплакова, П. Д. Покаржевского.
С 1977 по 1982 годы — секретарь правления Союза художников РСФСР, с 1983 по 1991 годы — секретарь Союза художников СССР, один из инициаторов создания и член правления Всероссийского общества охраны памятников истории и культуры.
В 1995 году — избран членом-корреспондентом Российской академии художеств.
Николай Аркадьевич Пластов умер 25 августа 2000 года в Москве.

## Творческая деятельность
Среди произведений: «Пахарь» (1969), «Праздничный день» (1976), «Повар Лида Шарытова» (1972), «Полая вода», «Шура» (обе — 1979), «Прислониха» (1980), «Обед в поле» (1981), «Летний вечер» (1984).

## Награды
- Медаль Совета Министров РСФСР
- Заслуженный художник РСФСР (1979)